# Rodrigo Chaves Robles

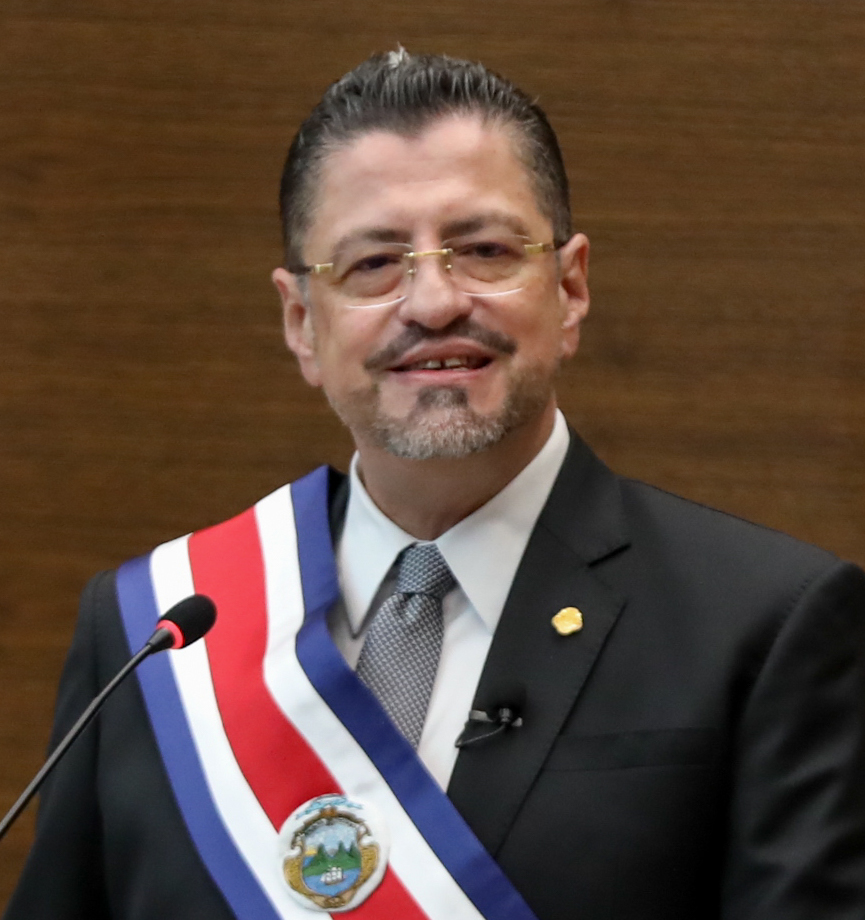
Rodrigo Chaves Robles (2022)

Rodrigo Alberto de Jesús Chaves Robles (* 10. Juni 1961 in San José) ist ein costa-ricanischer Politiker des Partido Progreso Social Democrático. Seit dem 8. Mai 2022 ist er der Präsident seines Landes. Zuvor war er bereits zwischen Oktober 2019 und Mai 2020 Finanzminister unter Präsident Carlos Alvarado Quesada gewesen.

## Frühes Leben
Chaves wurde in der costa-ricanischen Hauptstadt San José geboren, wo er auch aufwuchs. Nach seinem Studium erhielt er einen Doktorgrad in Wirtschaftswissenschaften von der Ohio State University aus den Vereinigten Staaten. Daneben parallel arbeitete er schon im Rahmen eines Stipendiums der Harvard University im Bereich der Armutsforschung in Indonesien. Nach dem Abschluss seiner Doktorarbeit begann er, für die Weltbank zu arbeiten. Dort arbeitete er in verschiedenen Projekten, zumeist im Bereich der Armutsforschung in verschiedenen Ländern, vor allem in Zentral- und Südamerika, aber auch in Europa und Asien. 2013 wurde er schließlich Länderdirektor für Indonesien bei der Weltbank, was er auch bis zu seiner Berufung als Finanzminister blieb.

## Karriere als Politiker

### Finanzminister
Am 30. Oktober 2019 wurde Chaves von Staatspräsident Carlos Alvarado Quesada als Nachfolger von Rocío Aguilar Montoya für das Amt des Finanzministers vorgestellt. Dort setzte er sich die Stabilisierung des Finanzmarkts und Bekämpfung der Armut zum Ziel. Letzten Endes war seine Amtszeit jedoch ab März 2020 vor allem durch die Bekämpfung der finanziellen Einbußen der COVID-19-Pandemie geprägt. Außerdem wurde er durch Alleingänge im Umgang mit der Presse bekannt, weswegen er von anderen Mitgliedern der Regierung kritisiert wurde. Am 28. Mai 2020 trat er schließlich von seinem Amt zurück. Dem war ein Konflikt mit Präsident Alvarado über eine Kommunalsteuerreform vorausgegangen.

### Präsidentschaftskandidat
Nach Ende seiner Amtszeit entwickelte sich Chaves zu einem öffentlichen Kritiker der Regierung von Alvarado Quesada. Am 7. Juli 2021 gab er schließlich seine Kandidatur auf das Amt des Staatspräsidenten Costa Ricas für die Partido Progreso Social Demócratica bekannt. Er fokussierte sich im Wahlkampf unter anderem auf die Finanzpolitik, so gab er an, eine Fiskalreform durchsetzen zu wollen sowie das Rentensystem zu reformieren. Daneben ist die Bekämpfung des Klimawandels ein wichtiger Inhalt seines Wahlkampfes gewesen, so wolle er vor allem in Erneuerbare Energien investieren. Während er anfangs in den Umfragen nur bei 1–2 % der Stimmen lag, konnte er sich im Verlauf des Wahlkampfes auf etwa 8–11 % steigern. Überraschend erhielt er bei der Wahl am 6. Februar 2022 mit 16,7 % der Stimmen die zweitmeisten hinter Expräsident José María Figueres Olsen, sodass er sich für die Stichwahl am 3. April 2022 qualifizieren konnte. Dort setzte er sich mit 52,84 % der Stimmen durch und wurde somit zum Präsidenten seines Landes gewählt.

## Präsidentschaft
Am 8. Mai 2022 wurde Chaves Robles offiziell vereidigt und trat somit des Amt des Staatspräsidenten an.

## Kontroversen
Im August 2021 wurde bekannt, dass er wegen mehrerer Fälle der sexuellen Belästigung, die sich zwischen 2008 und 2013 ereignet hatten, im Jahr 2017 von der Weltbank sanktioniert worden war. So hatten Mitarbeiter angegeben, dass er regelmäßig unangemessene Bemerkungen auch über das Aussehen von Mitarbeiterinnen von sich gegeben habe und sogar versucht habe, eine Mitarbeiterin zu küssen. Daraufhin wurden interne Untersuchungen in Gang gesetzt, die zu dem Schluss kamen, dass sich Chaves wiederholt falsch verhalten habe; er wurde daraufhin degradiert. Nur Wochen nach seiner Degradierung verließ er die Weltbank. Im Zuge seiner Präsidentschaftskandidatur gab es große Proteste gegen Chaves wegen seines Verhaltens. Chaves selbst streitet die Vorwürfe ab.